# Halde Zollern

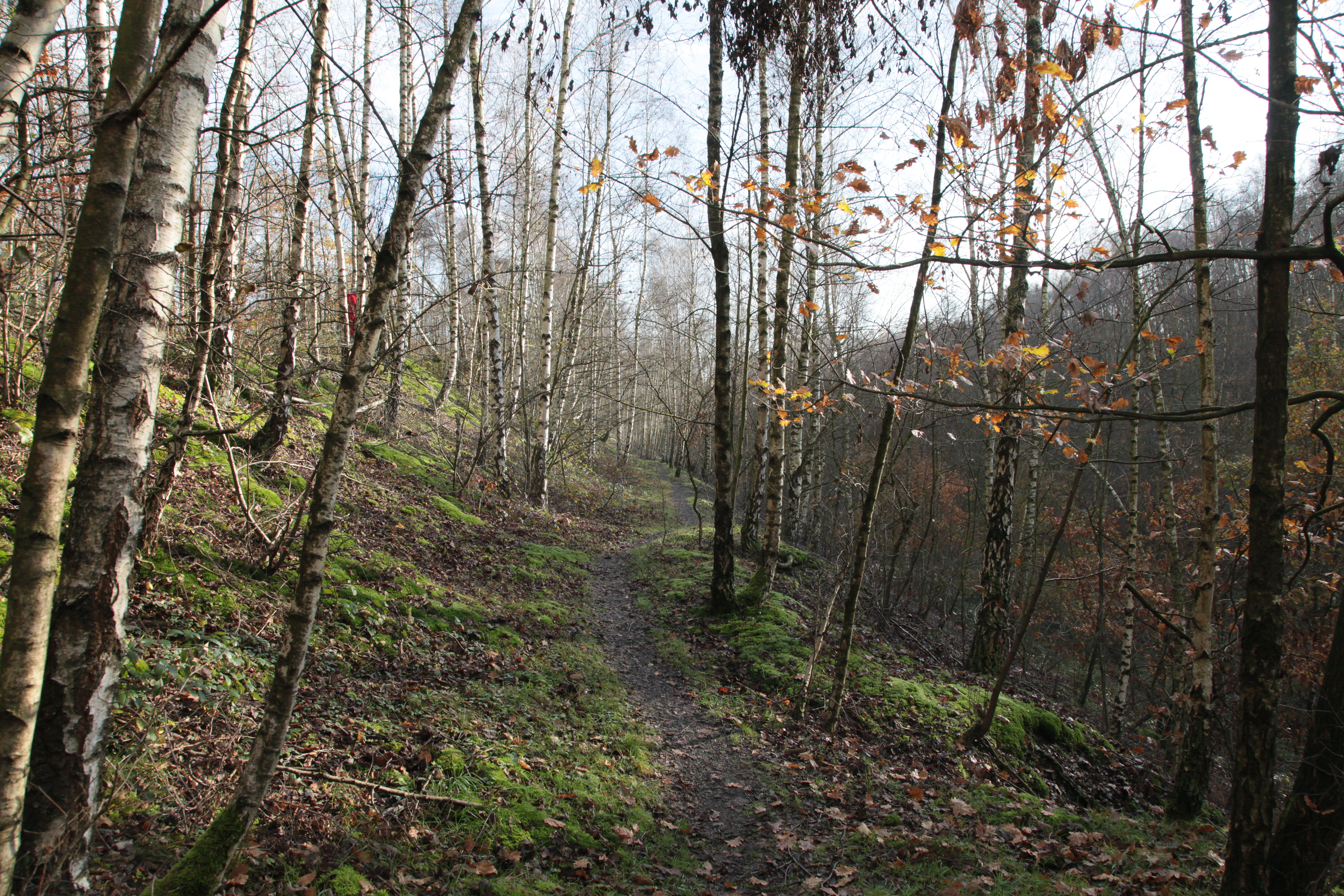
Hangweg auf der Halde Zollern

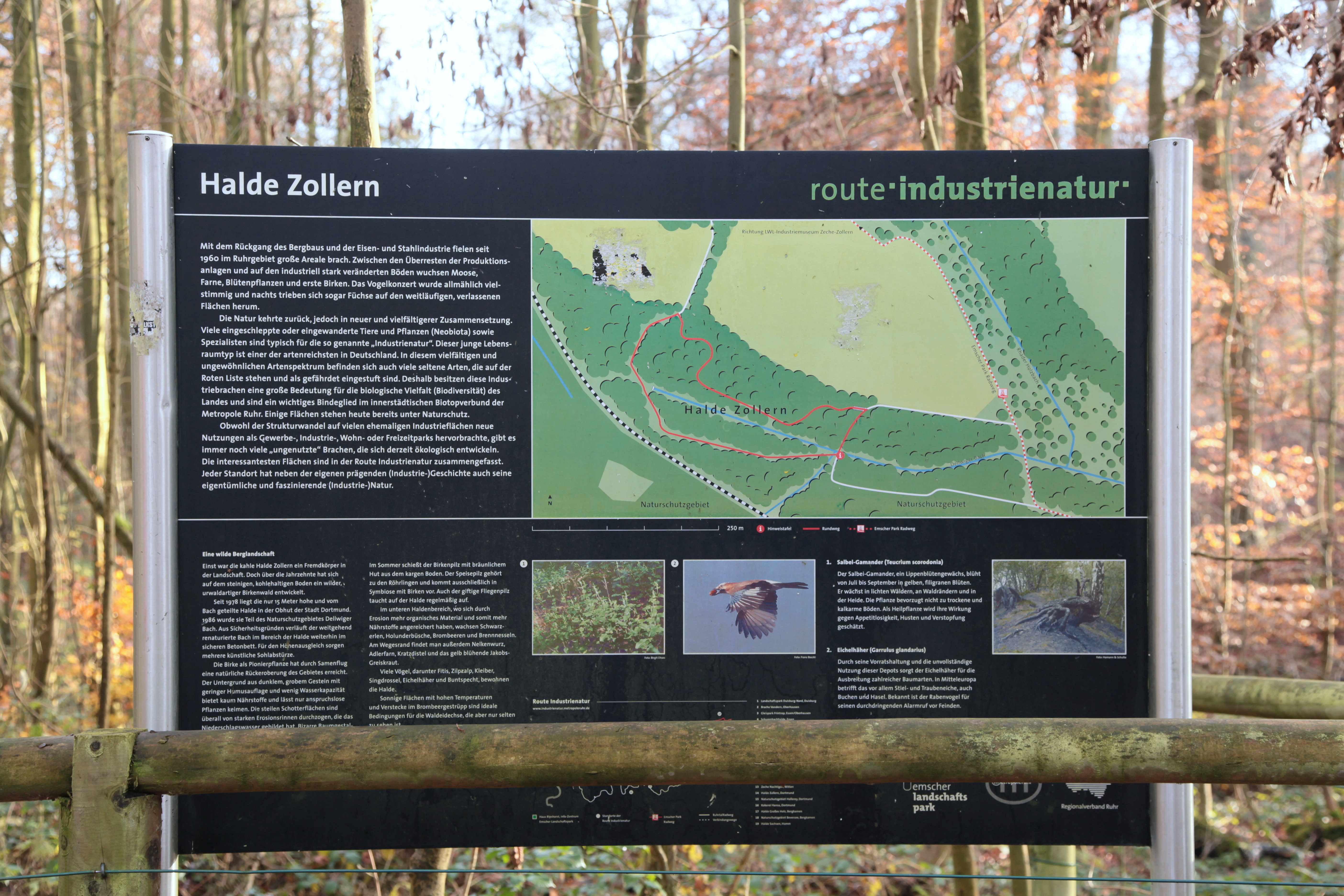
Infotafel der Route Industrienatur zur Halde Zollern

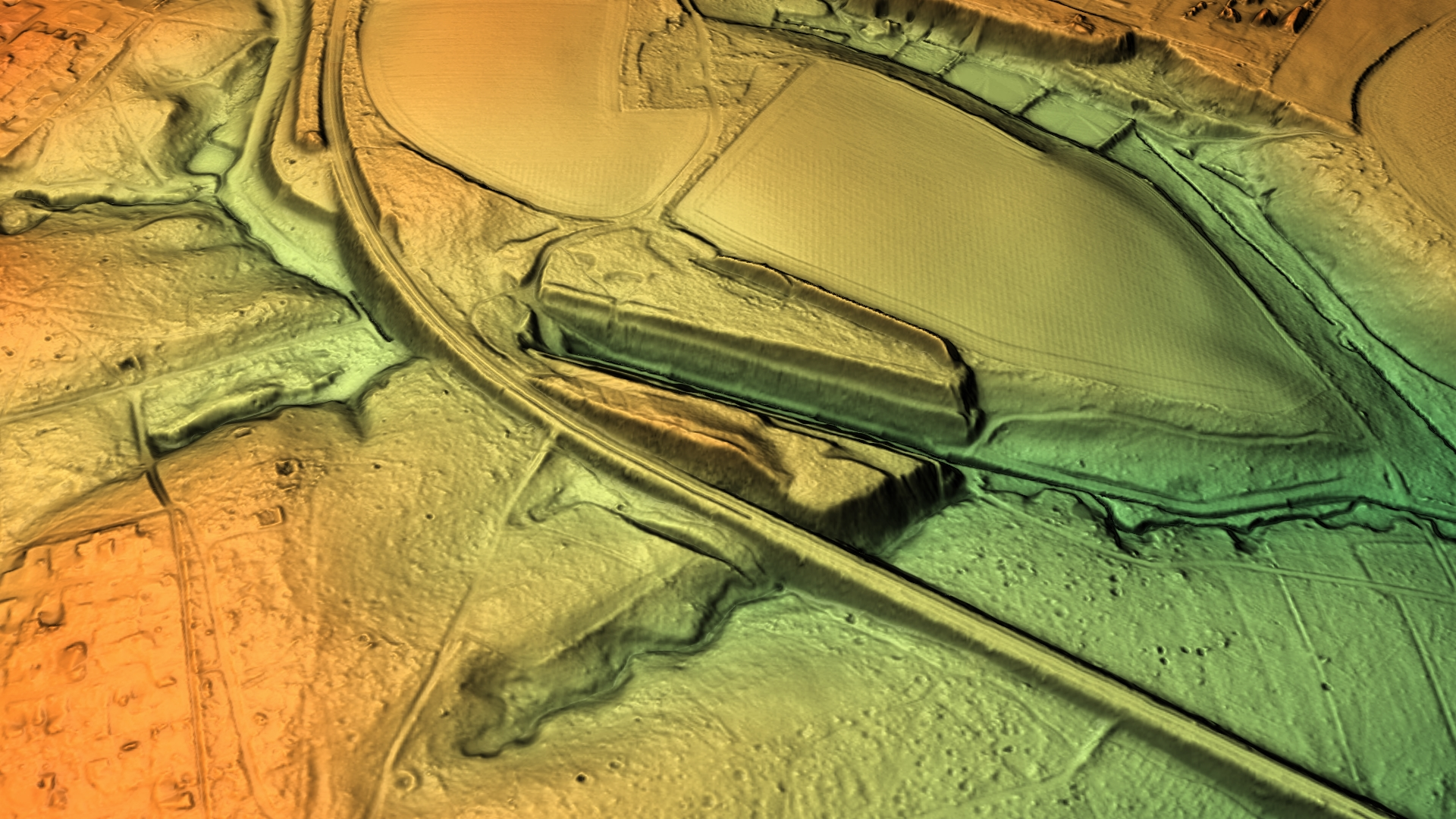
3D-Ansicht des digitalen Geländemodells

Die  Halde Zollern ist eine Bergehalde in Dortmund-Bövinghausen, 350 Meter südwestlich der Zeche Zollern gelegen. Das Bergematerial wurde ursprünglich mittels einer Seilbahn zur Halde geschafft. Durch den zu Anfang des Bergbaues üblichen Bergeversatz erreicht die Halde nur unspektakuläre 15 bis 20 Meter Höhenunterschied zum Zechengelände. 
Der Dellwiger Bach verlief lange Jahre verrohrt unterhalb der Halde entlang, bis er in den 1970er Jahren wieder freigelegt wurde. Seitdem hat die Halde am Bachlauf entlang einen tiefen Einschnitt. Außerdem ist sie durch die Bahntrasse vom Volksgarten Lütgendortmund abgetrennt. Die Halde gehört zum Naturschutzgebiet Dellwiger Bach.
Die Halde ist stark bewaldet und bietet mit seinen für Bergehalden typischen Weichholzarten wie Pappel, Robinie und Platane auch Spechten, vor allem dem Grünspecht, eine Heimat. An den warmen Bahngleisen wächst der auffällig blau blühende Natternkopf. Unter den Birken am feuchten Bachlauf entlang findet sich der Birkenpilz.
Die Halde liegt am Emscher Park Radweg Süd und bietet Informationstafeln nahe dem Bacheinschnitt. Der regionale Radweg R 31 stellt die Verbindung zum Emscher Park Radweg Nord dar. Das in der Zeche Zollern befindliche LWL-Industriemuseum bietet biologische Exkursionen zur Halde an. Daneben werden durch das Haus Ripshorst auch spezielle Industrienaturführungen angeboten, unter anderem zum Thema Fledermäuse.